# Lò than

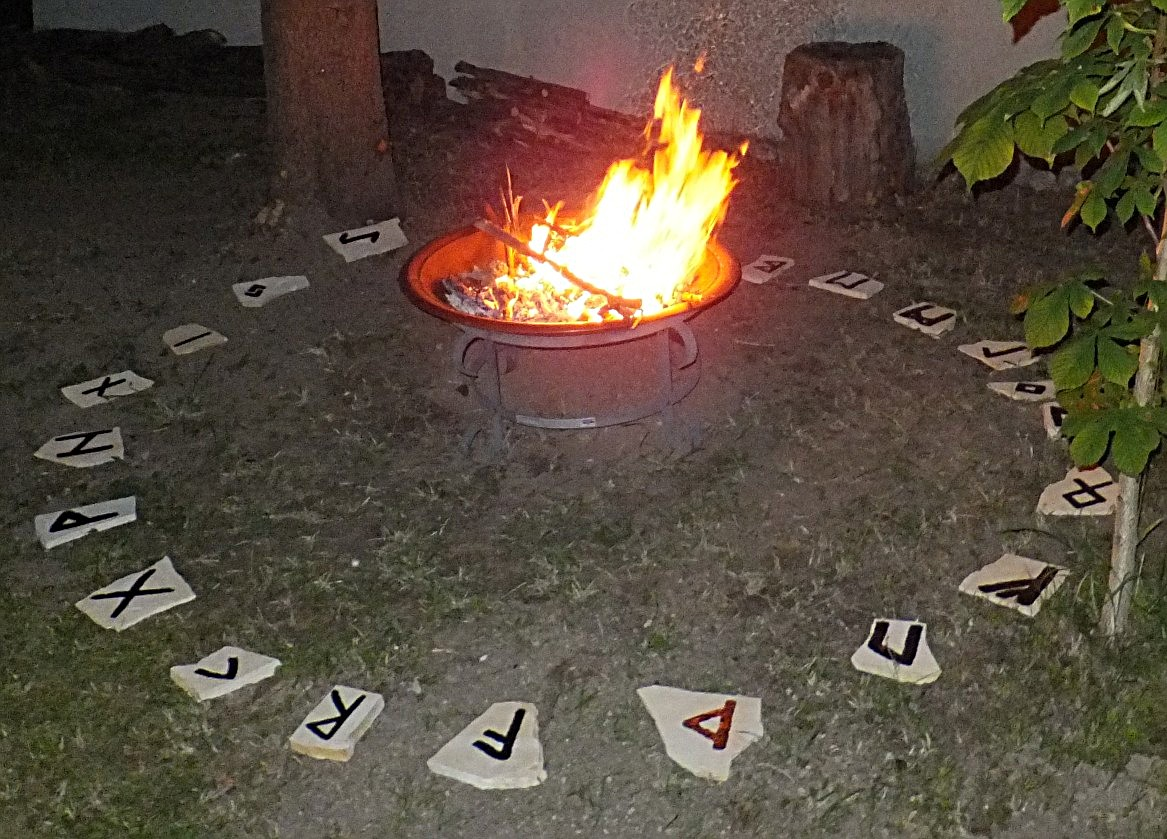
Lò than với đốt lửa trong một vòng tròn đá vôi vào mùa hạ

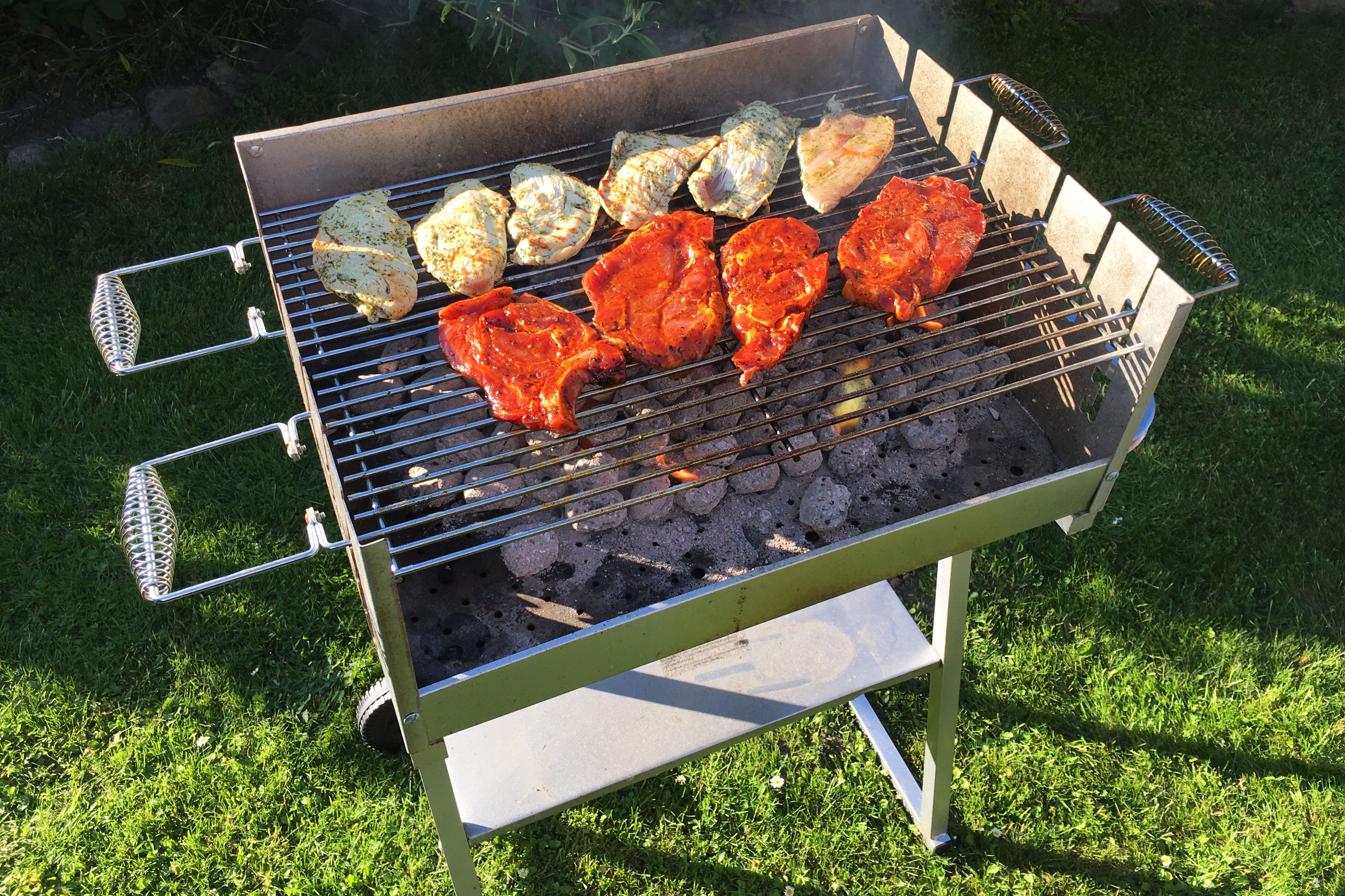
Một lò than được sử dụng để nướng gà và thịt.

Lò than (brazier) là vật chứa dùng để đốt than hoặc nhiên liệu rắn khác để nấu nướng, sưởi ấm hoặc nghi lễ văn hóa. Nó thường có dạng hộp kim loại hoặc bát có chân. Độ cao của lò giúp lưu thông không khí, cung cấp oxy cho lửa. Lò than đã được sử dụng từ thời cổ đại; lò than Nimrud có niên đại sớm nhất vào năm 824 trước Công nguyên.

## Lịch sử

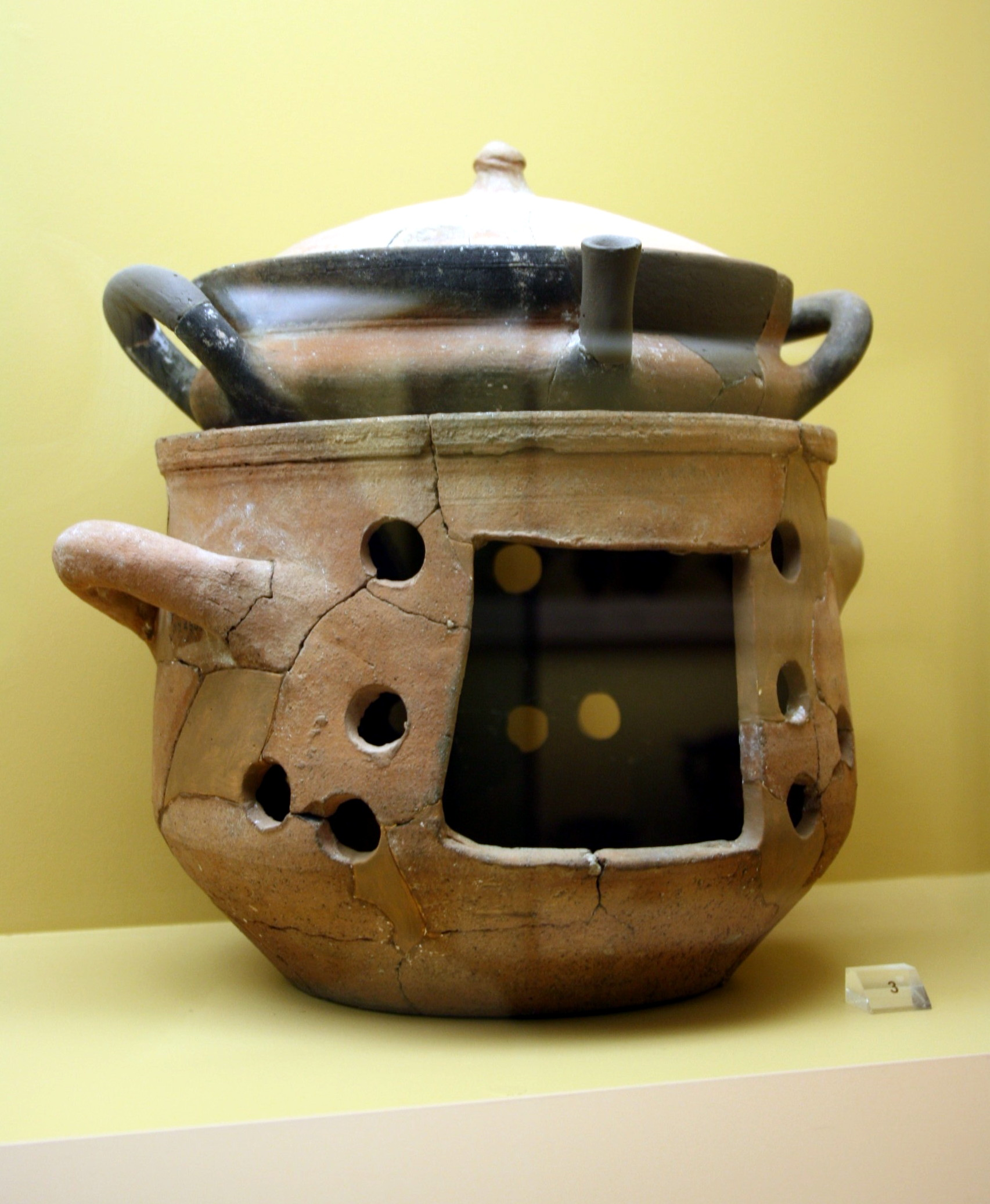
Tiếng hy lạp cổ lò than và thịt hầm, thế kỷ 6/4 trước công nguyên, trưng bày trong bảo Tàng Agora cổ đại ở Athens, nằm trong Stoa of Attalus

Lò than được ghi lại trong kinh Thánh. Từ tiếng Do Thái cho brazier có nguồn gốc Ai Cập, cho thấy rằng nó đã được nhập khẩu từ Ai Cập. Có hai tham chiếu đến nó trong kinh Thánh. Đầu tiên là tìm thấy trong Sáng Thế Ký 15:17, nhờ đó mà Chính Chúa trời đã gửi và ban cho một "lò than đang cháy" bởi vì sự hy sinh mà Abram đã   chuẩn bị. Thứ hai là tại Jeremiah 36:22 và 23, với lò than nóng sưởi ấm cung điện mùa đông của Vua Jehoiakim.
Hoàng Đế La mã đã bị đầu độc bởi những khói từ một lò than trong lều của mình năm 364, kết thúc đường của Constantine.

## Sử dụng

### Lò sưởi
Mặc dầu có những rủi ro khi dùng lò đốt than, lò sưởi cũng được sử dụng rộng rãi như là nguồn nhiệt cho con người, đặc biệt là ở những nước trên thế giới mà nói Tây Ban Nha. Fernando de Alva Cortés Ixtlilxochitl ghi chú rằng Tepanec Tlatoani ở Tây Ban Nha ngủ giữa hai lò sưởi bởi vì anh đã quá già ông để sản sinh nhiệt tự nhiên. Thế kỷ 19, khách du lịch Anh như nhà ngoại giao và nhà khoa học Woodbine Parish và nhà văn Richard Ford, tác giả của Một cuốn Sổ tay cho du Khách ở Tây Ban Nha, nước mà trong nhiều khu vực lò than được coi là khỏe mạnh hơn lò sưởi và ống khói.
Lò than/ lò sưởi không chỉ dặt ở ngoài trời hay ở trong một căn phòng mà nó được kết hợp với những đồ nội thất. Nhiều nền văn hóa đã phát triển nó thành những sản phẩm đặc trưng khác nhau của mỗi dân tộc: một cái biến thể với một cái bàn thấp, nguồn nhiệt ở dưới và mềm ở trên để giữ ấm, nó có những tên khác nhau như: kotatsu ở Nhật Bản, korsi trong Iran, sandali ở Afghanistan và chân bếp ở bắc Âu. Ở Tây Ban Nha brasero tiếp tục là một trong những phương tiện chính của hệ thống sưởi nhà cho đến thế kỷ 20; Gerald Brenan mô tả trong cuốn hồi ký Nam từ Granada phổ biến rộng rãi thói quen ở đó trong năm 1920 của đặt một lò than bên dưới một miếng vải-bao bảng để giữ chân và chân của gia đình ấm vào mùa đông buổi tối.

### Mùi
Khi bị đốt cháy, hoa hồng ẩm ướt và nho trang trí tạo ra khói có mùi hăng, ngọt ngào và làm than rất tốt. Khói than thì rất là khó chịu, tuy nhiên, thơm (hoa oải hương hạt giống, vỏ cam) đôi khi đã thêm vào sự than trong lò than. Một lò than được sử dụng riêng cho đốt thơm (hương) được biết đến như một lư trầm hoặc lư hương.

### Khác
Trong một nhà thờ một lò than được sử dụng để tạo nên một ngọn lửa nhỏ,  gọi là lửa mới, sau đó được sử dụng để ánh sáng Vượt qua ngọn nến trong Vọng Phục sinh.
Lò than từng là một cái bình thường nhìn vào công nghiệp cọc đường, mặc dù như tấn công ở ANH đã trở nên ngày càng cổ áo trắng, họ đang nhìn thấy một ít hơn.
Tại Nhật Bản, một lò than được gọi là một hibachi. Họ đang sử dụng chủ yếu cho nấu ăn và trong các nghi lễ văn hóa như Trà đạo Nhật Bản.

## Thư viện

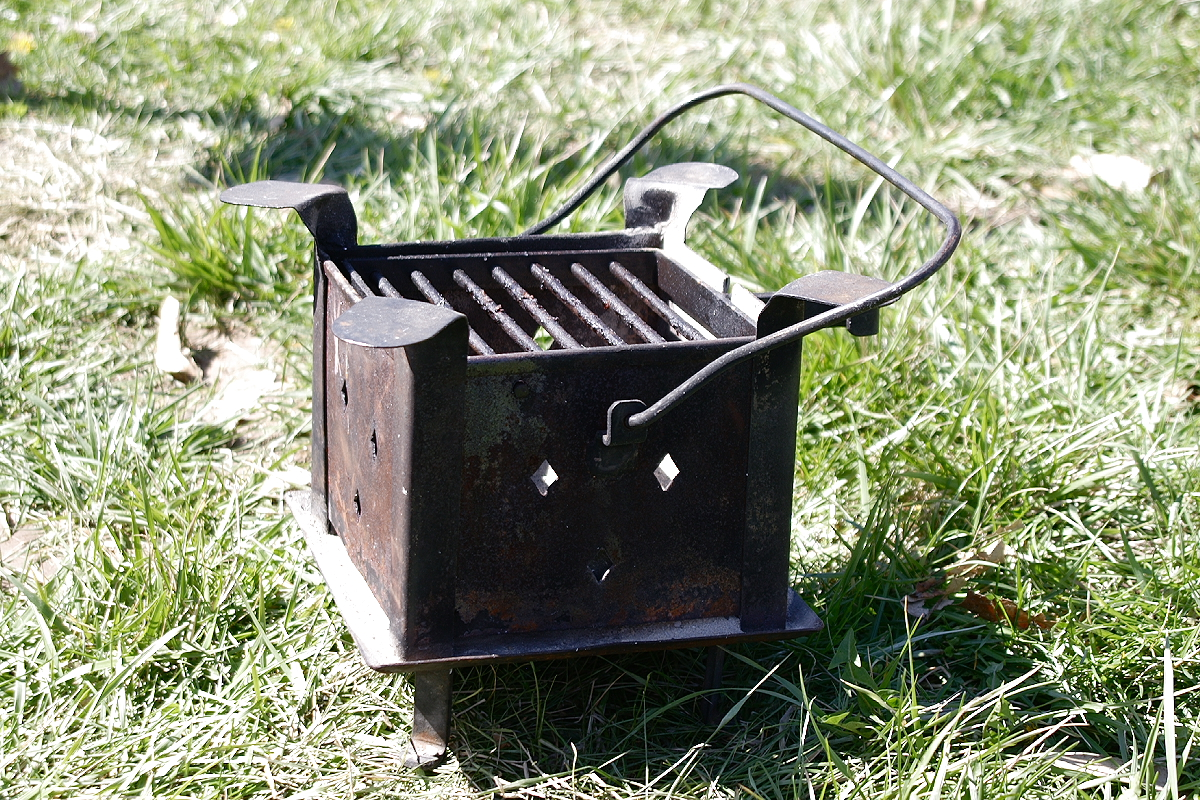
Đơn Giản Lò Than
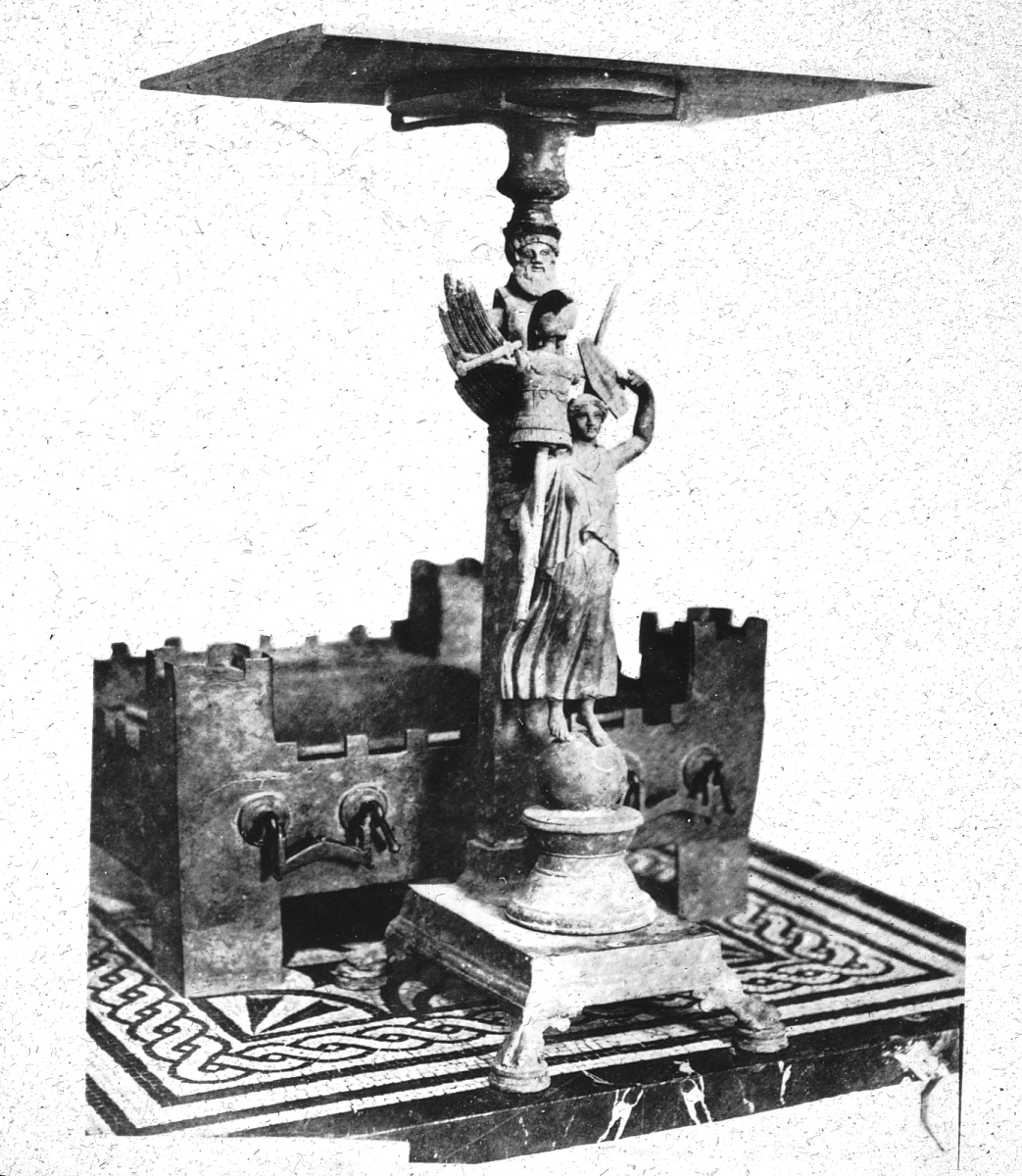
Pompeii Ý. Bàn và lò than nhỏ để giữ ấm thức ăn. Brooklyn Bảo Tàng Archives, Goodyear Lưu Trữ Bộ Sưu Tập
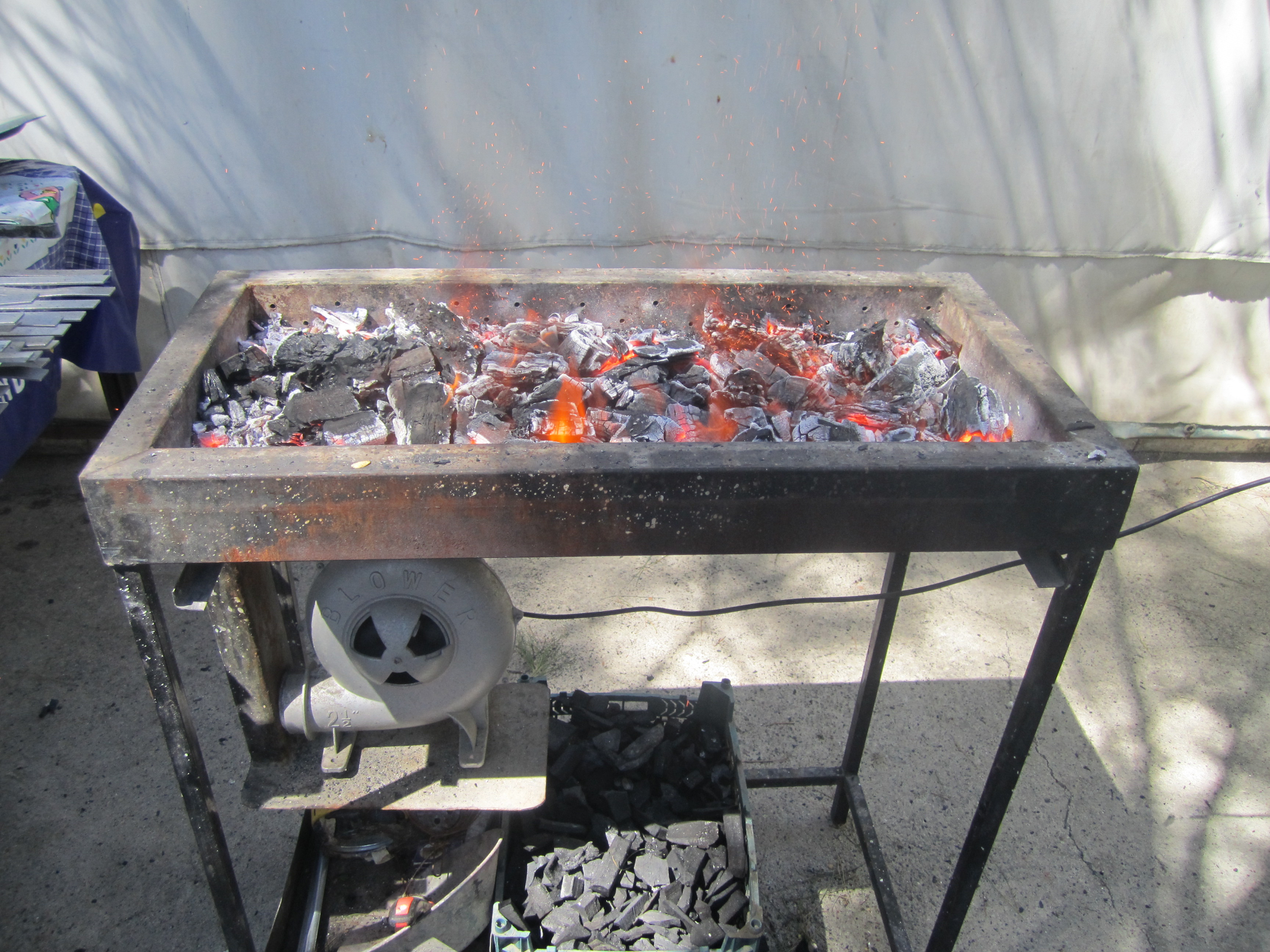
Lò than
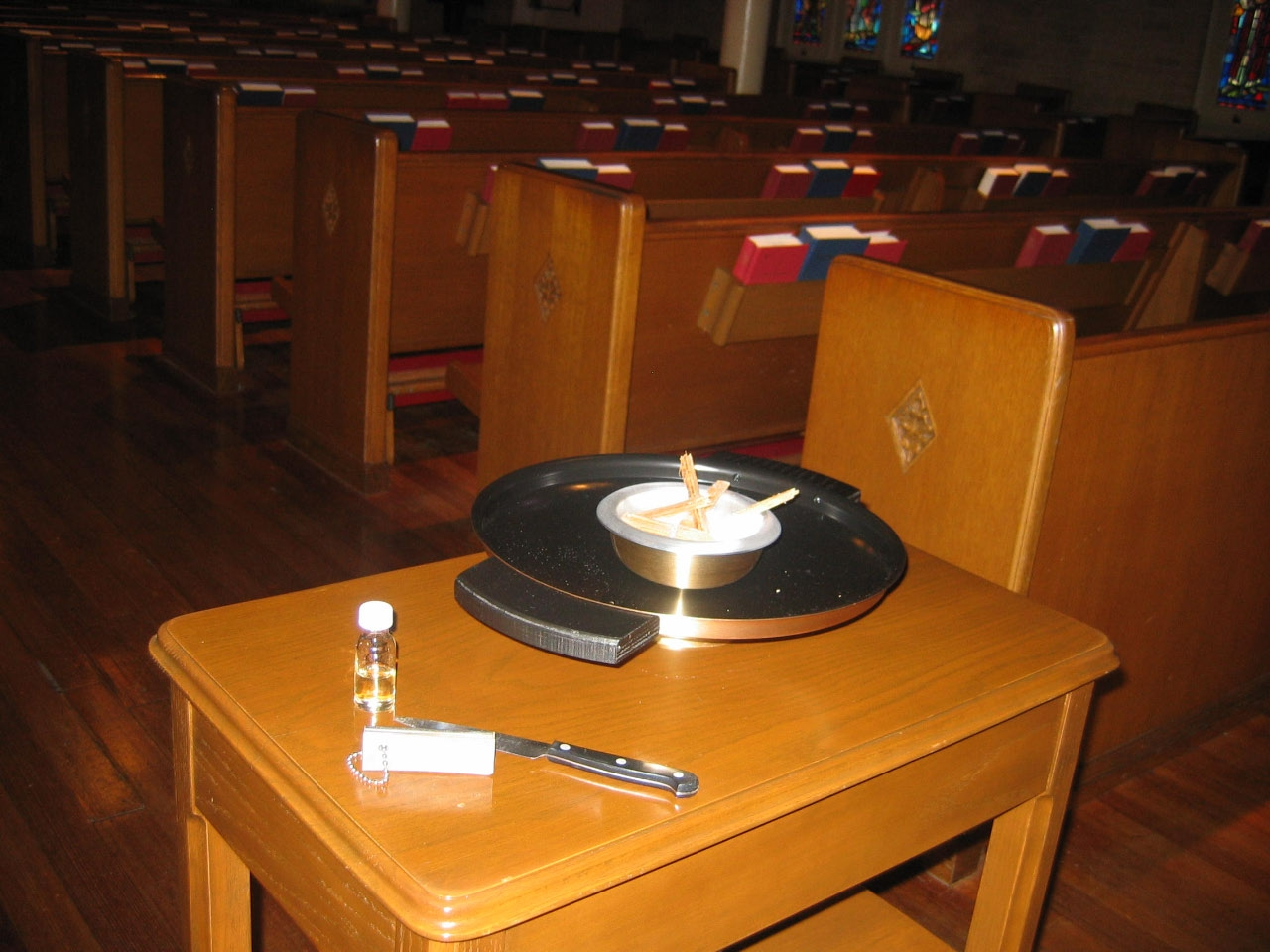
Lò than sử dụng cho ánh sáng Vượt qua ngọn nến trong Vọng Phục sinh.

## Cũng nhìn thấy
- Angithi, một truyền thống của Ấn Độ lò than
- Nướng thịt
- Nồi hâm thức ăn, một nấu ăn thực hiện
- Hibachi một lò than kiểu Nhật
- Danh sách nấu ăn thiết bị
- Ngọn đuốc
- Cresset, một cốc cho dầu cháy
- Kanger, một truyền thống Kashmir cá nhân lò sưởi bị

<grammarly-btn>
</grammarly-btn>